# مایکل ریچاردز
مایکل ریچاردز (انگلیسی: Michael Richards؛ زاده ۲۴ ژوئیهٔ ۱۹۴۹) یک هنرپیشه اهل ایالات متحده آمریکا است. وی از سال ۱۹۷۹ میلادی تاکنون مشغول فعالیت بوده‌است.

## گزیده فیلمشناسی
از فیلم‌ها یا برنامه‌های تلویزیونی که وی در آن نقش داشته‌است می‌توان به آثار زیر اشاره کرد.
- دکترهای جوان عاشق (۱۹۸۲)
- بسامد فرابالا (فیلم) (۱۹۸۹)
- پس من با یک قاتل تبربه‌دست ازدواج کردم (۱۹۹۳)
- سر مخروطی‌ها (۱۹۹۳)
- عصر حجری‌ها (۱۹۹۴)
- کله‌پوک‌ها (۱۹۹۴)
- قهرمانان بی‌بندوبار (۱۹۹۵)
- آزمون و خطا (فیلم ۱۹۹۷) (۱۹۹۷)
- فیلم زنبور (۲۰۰۷) (صداپیشه)
- چیرز (۱۹۸۵)
- کودک دردسرساز (۱۹۹۰)
- ساینفلد (۱۹۸۹–۱۹۹۸)
- دیوید کاپرفیلد (فیلم ۲۰۰۰) (۲۰۰۰)
- زیاد ذوق‌زده نشو (۲۰۰۹)